# Ernesto Burzagli
Ernesto Burzagli (Modena, 7 giugno 1873 – Montevarchi, 13 settembre 1944) è stato un ammiraglio e senatore italiano.
oggi ho verso di voi due ragioni di riconoscenza marina: vi son grato di aver pensato al poeta intempestivo delle Odi marine, per la celebrazione di Simone de Saint Bon, e vi sono grato di avermi dato l'occasione di riabbracciare il mio dilettisimo compagno Guido Po. Scriverò, col medesimo fervore degli anni lontani, la pagina sul "Grande Ammiraglio" Disconosciuto. E oso, in compenso, chiedere un esemplare del volume di documentazione sopra la congiura degli Alleati navali nell'Adriatico. Stamani una salva di undici colpi salutava l'arrivo di Guido. La salva era rivolta, in onoranza ideale, a chi me l'avesse inviato.

E consentitemi - in mia fede e in mio amore - di abbracciarVi»
(Gabriele D'Annunzio)

## Biografia

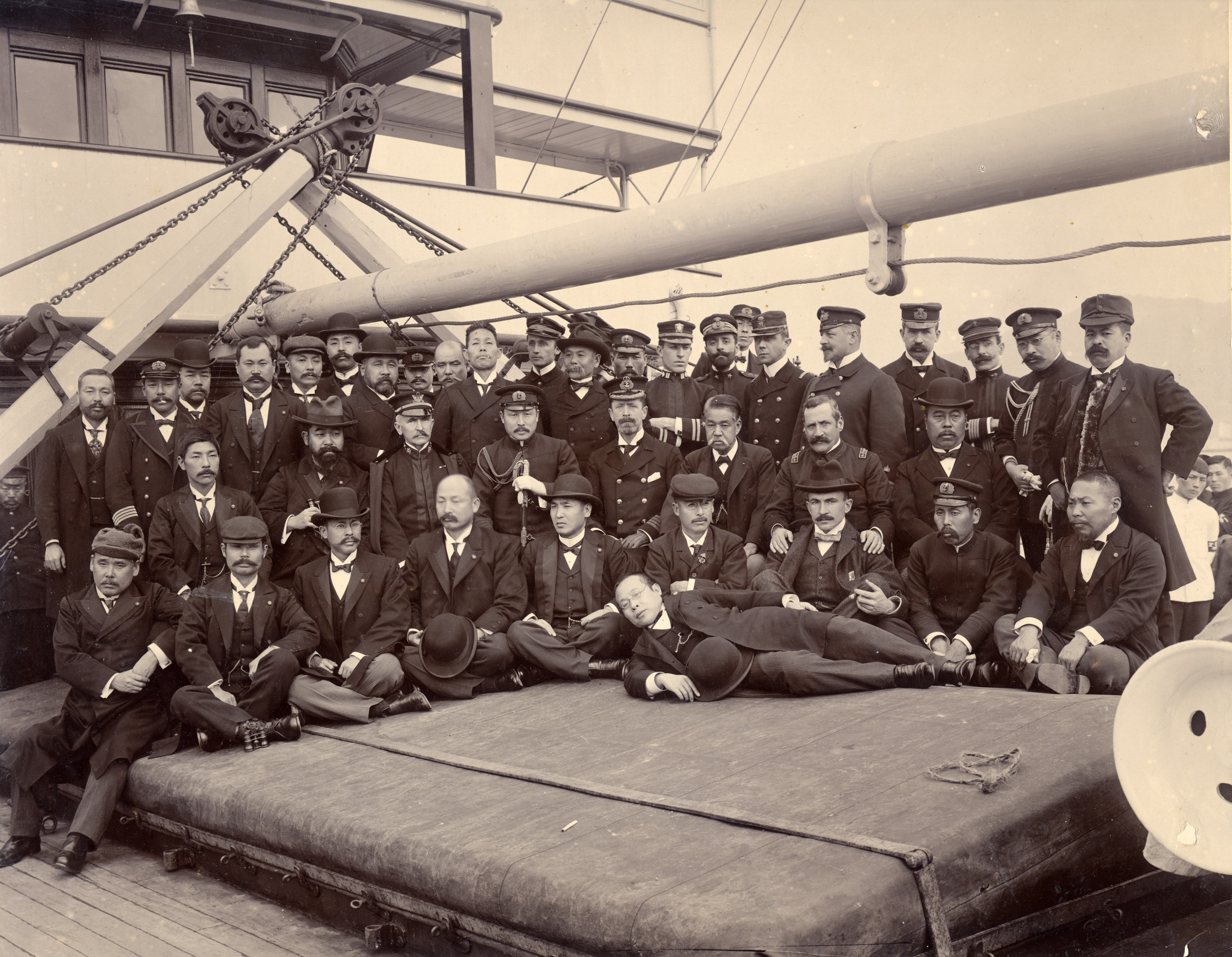
A Yokohama per cominciare la visita del teatro di guerra di Port Arthur

Nonostante la famiglia Burzagli fosse una delle famiglie storiche di Montevarchi e che fin dal Settecento risultasse residente al Poggiolo di Moncioni, Ernesto nacque a Modena in quanto suo padre Vincenzo, di natali moncionesi, vi si era trasferito nella seconda metà dell'Ottocento perché titolare della cattedra di Fisica presso la Reale Scuola Militare di Modena.
Ernesto comunque preferì il mare alla terraferma e dunque entrò all'Accademia Navale nel 1887 per uscirne guardiamarina nel 1892. Dopo le propedeutiche esperienze come ufficiale su numerose navi, dal 21 maggio 1904 al 21 aprile 1906 ricoprì l'incarico di addetto navale a Tokio. Proprio in questa veste diplomatica, tra il 29 dicembre 1904 e il 1º gennaio 1905, fu invitato a seguire le operazioni della guerra russo-giapponese nel teatro di Port Arthur appena caduta in mano nipponiche. Il suo soggiorno nella capitale giapponese non passò del tutto inosservato se, poco prima della sua partenza per l'Italia, fu ricevuto in udienza dall'imperatore Meiji.
Nel 1912 rientrò nel gruppo di capitani di corvetta che avrebbero comandato le nuove unità di cacciatorpediniere della classe Intrepido. Promosso al grado di capitano di fregata nel 1914, combatté la prima guerra mondiale prima sul campo come comandante di una squadriglia di cacciatorpediniere sul R.C.T. Orsini e poi, dal maggio 1916 al marzo 1917, come sottocapo di Stato Maggiore del comandante in capo dell'armata che gli valse la promozione, a scelta eccezionale, a capitano di vascello perché «assunta la carica [...] vi ha dedicato con devozione esemplare tutto il corredo delle sue qualità d'intelletto e della sua perizia militare e di comando riuscendo collaboratore prezioso del Comandante in Capo dell'Armata».
Nell'ultimo scorcio del conflitto fu nominato capo di gabinetto del ministero della guerra e il 28 febbraio 1918 insignito dell'Ordine Militare di Savoia.

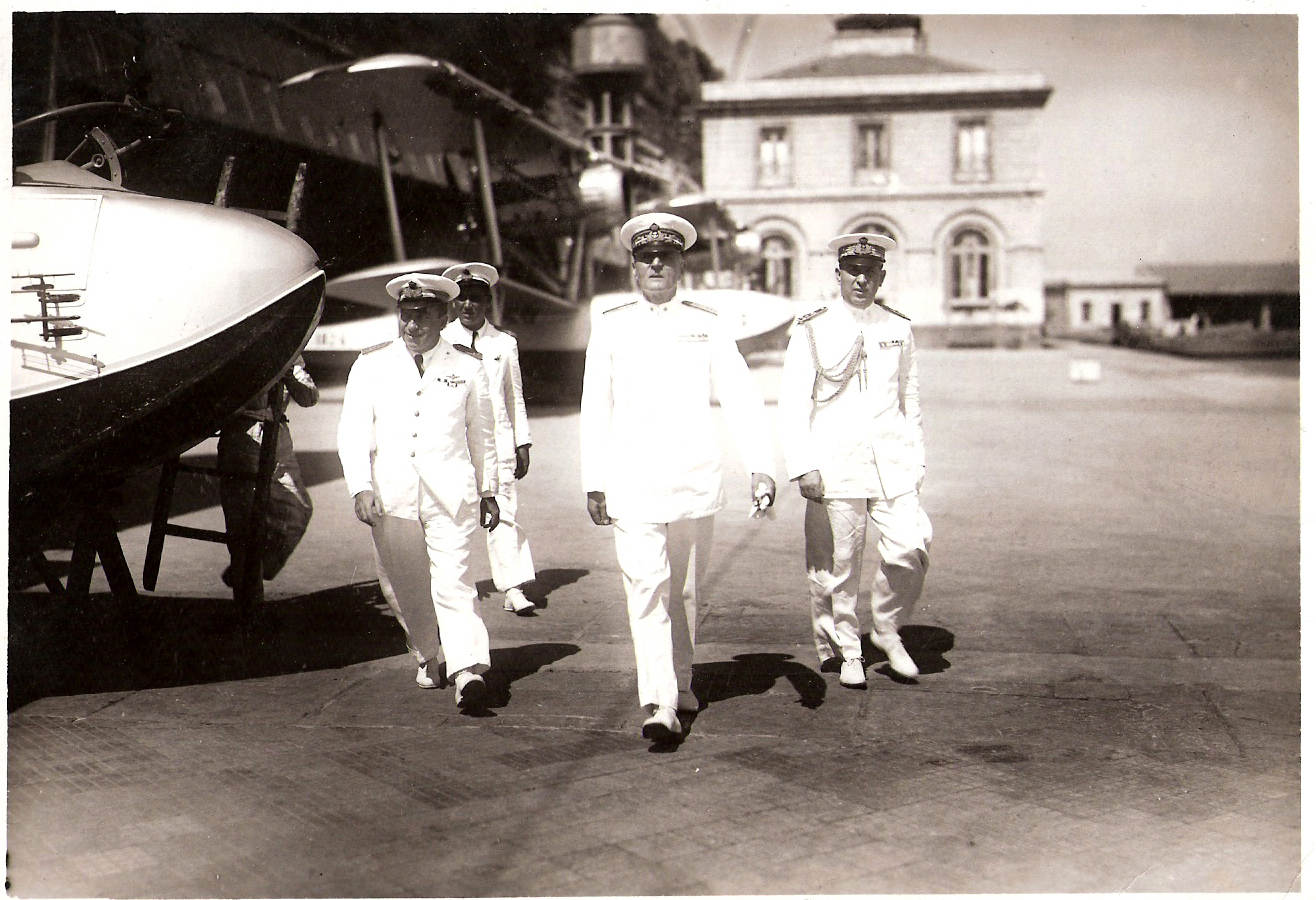
Ernesto Burzagli e i suoi ufficiali

Alla fine della guerra, nel 1919, fu inviato in Albania a comandare la Base navale di Valona e, allo scoppio dell'insurrezione albanese del 1920, monitorò il succedersi degli eventi come ufficiale osservatore su vari voli di ricognizione oltre le linee nemiche per i quali ricevette la medaglia di bronzo al valor militare. «Quale comandante della Base navale di Valona durante la rivolta albanese si è volontariamente offerto osservatore d'idrovolante compiendo numerosissime missioni di guerra, scendendo a bassa quota sulle posizioni nemiche, malgrado l'intenso e ben concentrato fuoco avversario dimostrando in ogni circostanza sangue freddo, coraggio ed alto sentimento del dovere». Tra il settembre e l'ottobre del 1920 fu anche presidente della commissione mista italo-albanese per la definizione dell'assetto dell'Albania.
Al comando dell'incrociatore Libia, dal febbraio 1921 al febbraio 1923, fu con successo protagonista di un viaggio di circumnavigazione del globo che gli fruttò il grado di contrammiraglio e il comando dell'Accademia Navale e dell'Istituto di Guerra Marittima.
Come accademico dedito agli studi sulla condotta della navigazione pubblicò a Genova, nel 1927, un trattato in quattro volumi dal titolo Manuale dell'Ufficiale di Rotta che divenne subito un classico e fu successivamente tradotto in varie lingue.
Lasciò il suo posto all'accademia nel 1927 per andare ad occupare quello di Capo di Stato Maggiore della Marina, dove restò fino al 1931. L'addetto navale britannico lo descriveva così:
«Devoto alla sua professione ha una visione chiara e moderna su tutte le questioni navali; energico, attivo e molto intelligente; parla francese e inglese correntemente; non sposato. Molto popolare , specialmente tra gli ufficiali inferiori che hanno servito con lui nell'accademia navale di Livorno. Un futuro ammiraglio della flotta.»

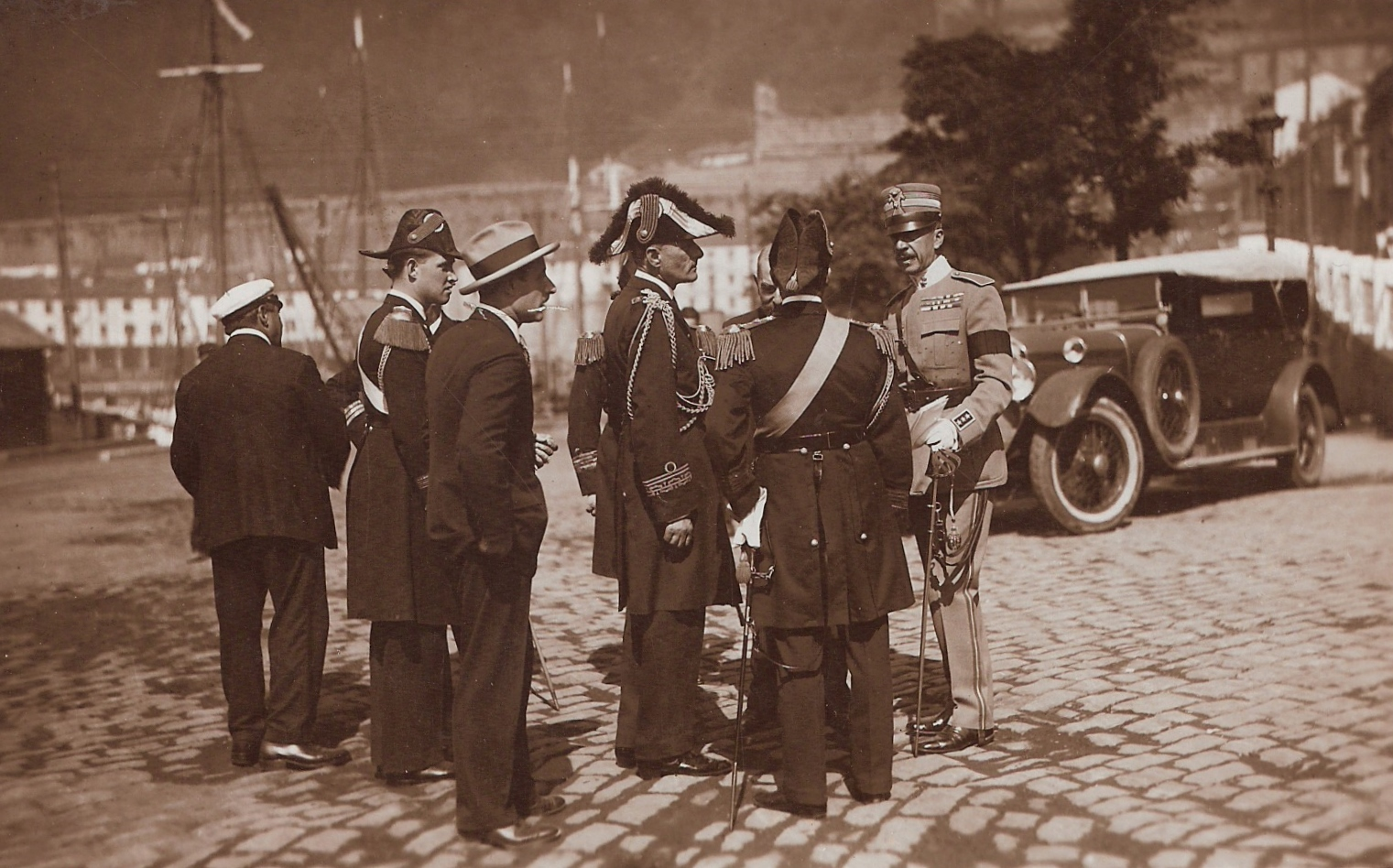
Con alcuni diplomatici

 Così, anche lui, fece parte della delegazione italiana, sezione marina, in qualità di consigliere tecnico dei delegati alla conferenza navale di Londra del 1930 per la riduzione degli armamenti. Passato ad essere ammiraglio di divisione già nel 1926, due anni più tardi ottenne il grado di ammiraglio di squadra che, nel 1934, si trasformò in quello di ammiraglio di squadra designato d'armata. Intanto il 3 novembre 1933 fu nominato senatore del Regno.
Si ritirò dal servizio attivo in marina, per raggiunti limiti d'età, il 7 giugno 1936.
Dopo il ritiro a Montevarchi presso la tenuta di famiglia di Moncioni entrò in attrito con Mussolini per la sua netta opposizione all'entrata in guerra dell'Italia. Fu nominato Ammiraglio d'armata della riserva il 25 gennaio 1940.
Nella primavera del 1944, si rifiutò di collaborare con le autorità della Repubblica Sociale Italiana che infatti decisero il suo arresto. Si legge infatti in un rapporto dei Carabinieri di Montevarchi, datato 5 luglio 1951:
Mi risulta altresì che nella prima perquisizione fu, fra l'altro, presa la macchina di proprietà dell'allora Comandante Mimbelli, che aveva lasciata presso l'Ammiraglio BURZAGLI.
In una delle successive perquisizioni, malgrado le risultanze negative delle immaginarie accuse, fu prelevato dalla propria abitazione e con maniere violente e volgari fu caricato in un camion che, a detta dei facinorosi, doveva condurlo ad Arezzo ove sarebbe stato immediatamente fucilato.

Mi resulta [sic] che poté aver salva la vita unicamente per l'intervento di un ex Ufficiale di Marina che in Arezzo aveva funzioni direttive nella Caserma Piave»
Rilasciato in considerazione della tarda età e delle precarie condizioni di salute, morì pochi mesi dopo.
È sepolto in una tomba monumentale nel cimitero di Montevarchi.

## Onorificenze

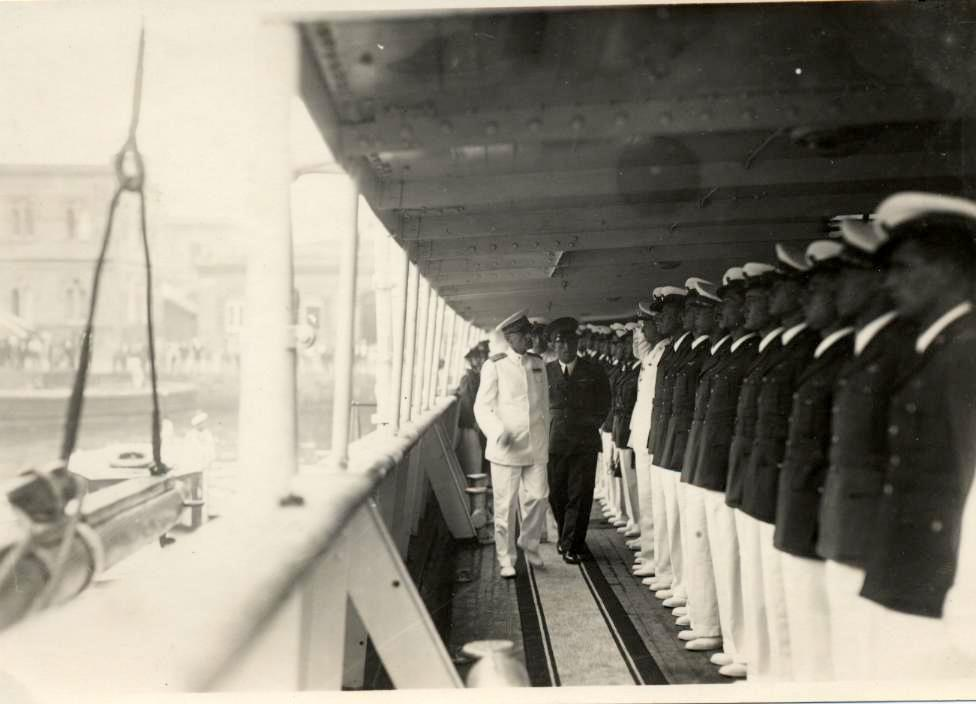
Ernesto Burzagli passa in rassegna i suoi uomini

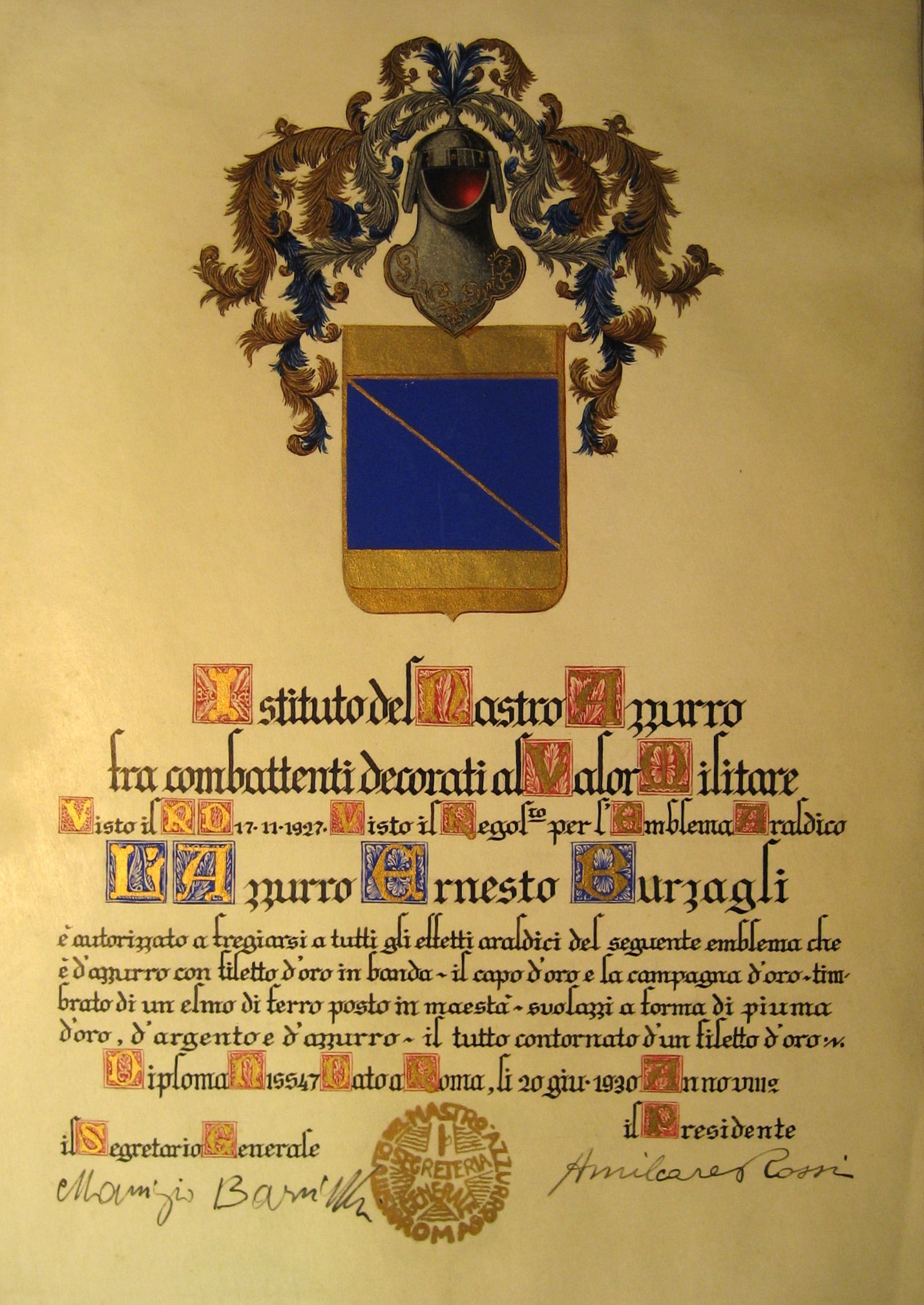
Stemma araldico, concesso dall'Istituto Nazionale del Nastro Azzurro all'Ammiraglio Ernesto Burzagli.

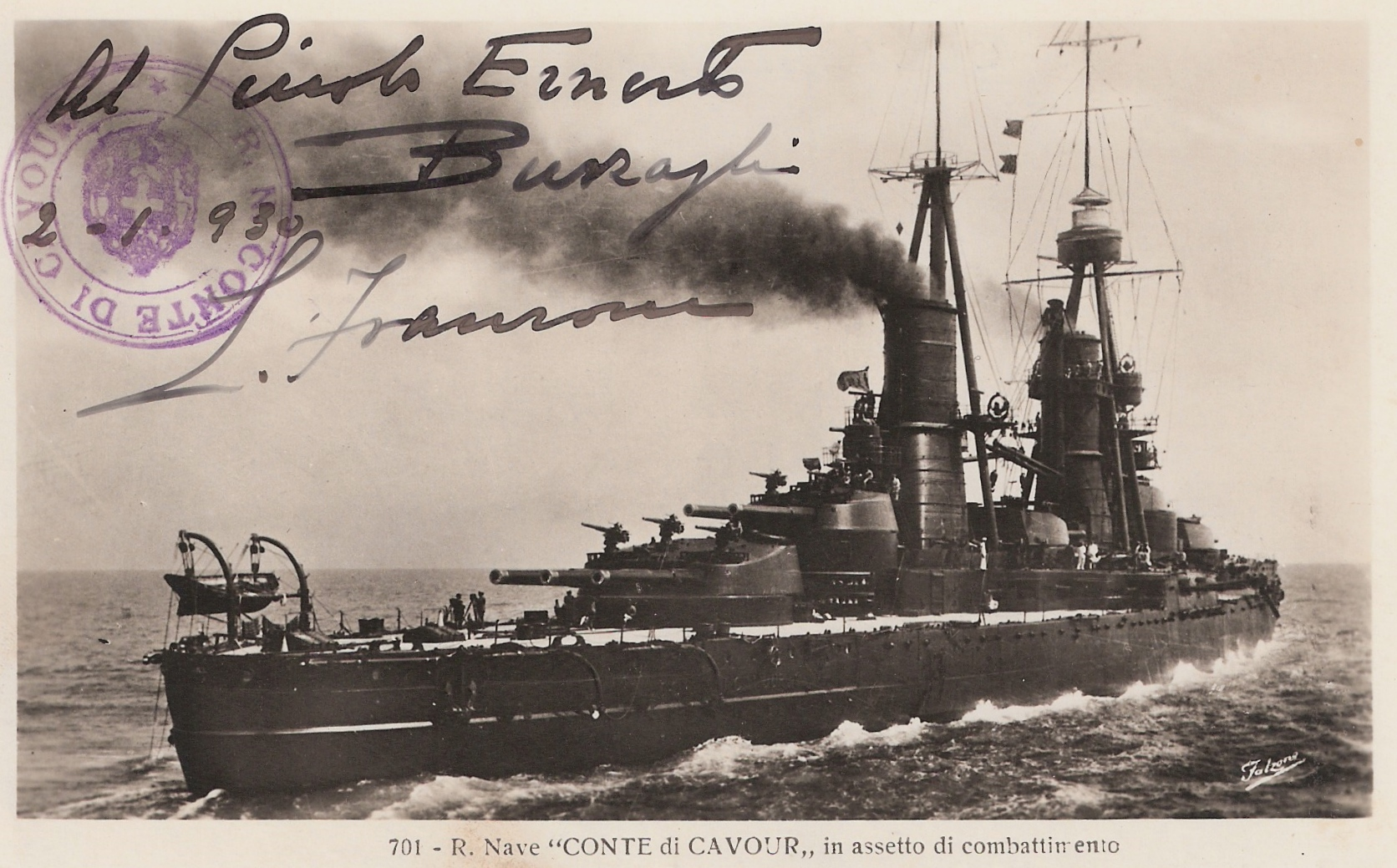
Il Conte di Cavour, una delle navi su cui servì Burzagli